# 구니타케 아이미
구니타케 아이미(일본어: 國武 愛美, 1997년 1월 10일 ~ )는 일본의 여자 축구 선수이다.

## 국가대표팀 경력
그녀는 2018년 7월 29일 브라질과의 경기에서 일본 국가대표팀에 데뷔했다. 2018년 아시안 게임 금메달 획득에 기여했다. 그녀는 국제 A매치 통산 3경기에 출전했다.

## 통계
| 일본 | 일본 | 일본 |
| 연도 | 출전 | 득점 |
| ---- | ---- | ---- |
| 2018 | 3    | 0    |
| 통산 | 3    | 0    |